# ウーチャーピンジアン
| 累代        | 代     | 紀           | 基底年代 Mya |
| ----------- | ------ | ------------ | ------------ |
| 顕生代      | 新生代 | 第四紀       | 2.58         |
| 顕生代      | 新生代 | 新第三紀     | 23.03        |
| 顕生代      | 新生代 | 古第三紀     | 66           |
| 顕生代      | 中生代 | 白亜紀       | 145          |
| 顕生代      | 中生代 | ジュラ紀     | 201.3        |
| 顕生代      | 中生代 | 三畳紀       | 251.902      |
| 顕生代      | 古生代 | ペルム紀     | 298.9        |
| 顕生代      | 古生代 | 石炭紀       | 358.9        |
| 顕生代      | 古生代 | デボン紀     | 419.2        |
| 顕生代      | 古生代 | シルル紀     | 443.8        |
| 顕生代      | 古生代 | オルドビス紀 | 485.4        |
| 顕生代      | 古生代 | カンブリア紀 | 541          |
| 原生代      | 原生代 | 原生代       | 2500         |
| 太古代      | 太古代 | 太古代       | 4000         |
| 冥王代      | 冥王代 | 冥王代       | 4600         |
| 1. 2. 3. 4. |        |              |              |

ウーチャーピンジアン（英: Wuchiapingian）は、国際層序委員会によって定められた地質学用語である、地質時代名の一つ。2億5910万年前（誤差50万年）から2億5414万年前（誤差7万年）にあたる、後期ペルム紀前期である。前の期は中期ペルム紀（グアダルピアン世）後期キャピタニアン、続く期は後期ペルム紀後期のチャンシンジアン。後期ペルム紀（ローピンジアン世）を二分した前半の期としてはかつてロンタニアン（英: Longtanian）が用いられていたが、現在ではウーチャーピンジアンが用いられている。模式地は中華人民共和国にあり、名前の由来は陝西省漢中市梁山県吴家坪。
ウーチャーピンジアンと同年代あるいは重複する層序名には Djulfian、Dzhulfian、Longtanian、Rustlerian、Saladoan、Castilianがある。

## 層序学的定義
ウーチャーピンジアンという名称は1962年に中国南部のローピンジアン世がチャンシンジアンとウーチャーピンジアンに区分された際に初めて使用され、1973年に初めて地層ユニットに用いられた。
ウーチャーピンジアンの基底はコノドントの種 Clarkina postbitteri postbitteri が最初に出現する層序記録上の場所として定義されている。国際標準模式層断面及び地点(GSSP)は中国広西チワン族自治区来賓市来賓市近くに位置する。

## 生物多様性
ウーチャーピンジアンには絶滅の波が生じた。動物相は回復しつつあったが、さらに大きな絶滅パルスであるペルム紀-三畳紀の絶滅事変により生物は壊滅した。

## 日本において
日本においては三重県志摩市磯部町の黒瀬川帯から、これまで前期白亜紀にあたる松尾層群と考えられていた地層から後期ペルム紀の放散虫化石が得られている。この放散虫化石年代はコノドント化石帯 Clarkina subcaritana 帯に相当し、ウーチャーピンジアン - 前期チャンシンジアンに対応すると考えられている。この発見により、後期ペルム系整然層が吸収から四国を介して志摩半島まで分布することが示唆された。
山口県西部に分布する秋吉石灰岩最上部からはウーチャーピンジアンに対比されたフズリナ化石帯が報告されているが、これは属構成から中期ペルム紀最後期にあたる可能性が高い。